# 王澤鑑
王澤鑑（1938年6月2日—），臺灣法學家，被普遍認為是臺灣民法權威。國立臺灣大學畢業，1968年獲慕尼黑大学法學博士，曾長期任教於臺大法律系，並於1994-2003年任中华民国司法院大法官。
2024年，86歲的王澤鑑當選中央研究院人文及社會科學組院士，為1948年王寵惠、王世以來第三位當選院士的法學學者（中研院遷台以來首位），也是歷來當選年齡最大的院士。

## 生平
王澤鑑出生於日治臺灣臺北州（今臺北市）。畢業於臺灣省立臺北成功中學後，他就讀國立臺灣大學法律學系法學組，後進修法律研究所碩士。王澤鑑大學時與邱聯恭、范光群為同班同學，邱、范兩人就讀司法組，並與賴浩敏、柯澤東、林永謀、黃清溪、王泰銓、李慶雄及張富美為同屆同學。他接著赴海德堡大学法學院就讀博士班，後轉學至慕尼黑大学法學院。在卡尔·拉伦茨指導下，他1968年獲得法學博士學位。
王澤鑑為臺灣民法領域權威。曾擔任國立臺灣大學法律學系教授、系主任、法律研究所所長、中國比較法學會理事長、行政院消費者保護委員會委員等職，并在剑桥大学、倫敦政治經濟學院、墨尔本大学从事过研究工作。1994年，他獲時任總統李登輝任命為司法院大法官，於2003年時卸任。現任台灣大學法律學院暨馬漢寶法學講座教授。
王泽鑑时常赴中國大陸講學。2003年大法官任期屆滿後，仍多次赴中國大陸講學。鑑於他仍具有等同現職大法官的優遇大法官身分，司法院認為他仍應受公務員兼職時數的限制，且有社會觀瞻上的疑慮，因此擬不核准——這使王最後撤回其申請。
王澤鑑與其日本籍妻子萩原保子及子女皆為基督教召會信徒。萩原保子熱心於環保工作，發起主婦聯盟的社區環保運動。

## 著作
王澤鑑之著作《民法學說與判例研究》八冊堪稱經典，在台灣法學界有「天龍八部」之稱。第一冊在1975年（民國64年）初版（第一冊之2009年重刷版本有ISBN碼：9789579730921，封面亦標註2009年12月出版，不過其內容與1975年的版本沒有不同，符合學術倫理之說法應不能說「出版」，而僅是「重刷」），第二冊在1979年（民國68年）出版，第三冊在1981年（民國70年）出版。第六冊在1989年出版。上述論文集，收錄王澤鑑於1970年代至1990年代之主要論著。

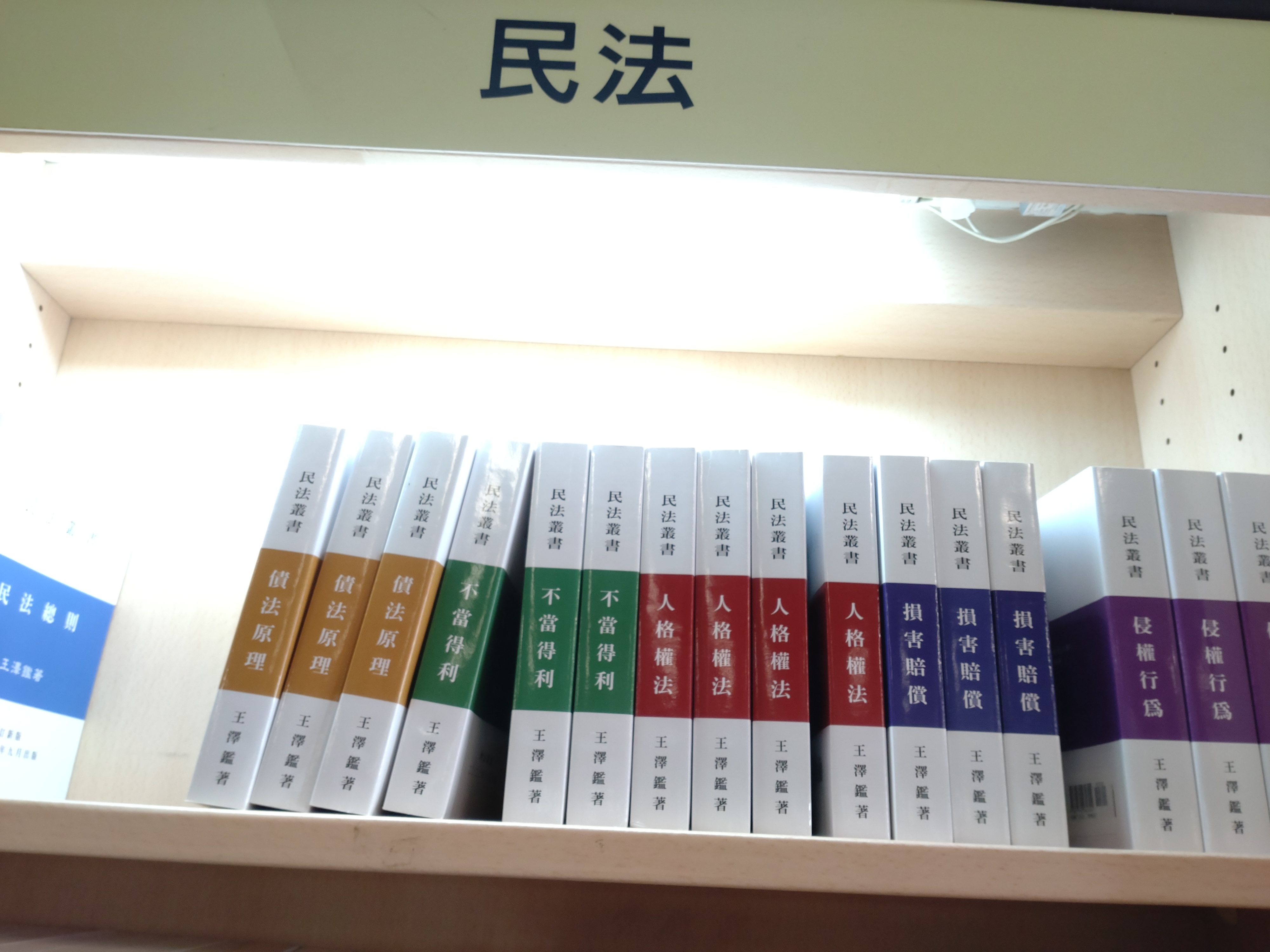
王澤鑑的一系列著作被稱為「彩虹書」

王澤鑑其他著述包括《法律思維與民法實例》、《民法概要》、《民法總則》、《人格權法》、《債法原理（一）》、《不當得利》、《侵權行為法》、《損害賠償》、《民法物權》等。他引進拉倫茲的「請求權基礎」思考解題模式，已成為台灣民法學界之主流。王澤鑑於著作中經常表現出不拘泥於法律之技術性規定、重視價值權衡及判斷之精神，經常引述「法之極，惡之極」，勉勵學生勿成為僅知法條技術操作之法匠。
王澤鑑之著作均仿德國教科書之雙色帶狀設計。封面均會標註「O年O月出版」，不過事實上多僅為重刷而內容並無改變（真實的版本有時會記載於版權頁）。例如1998年出版、2006年初版11刷的《侵權行為法》第一冊仍在封面標註「2006年7月出版」（由於債法於1999年大修，1999年後之消費者會被誤導而購買竟然是解說舊法內容之該書）。廣為流傳之《民法學說與判例研究》係已發表著作之彙編，即論文集，理論上沒有改版問題，但該套書於一再重刷之際，儘管內容與數十年前完全相同，封面仍標註例如「2009年出版」。例如，1989年8月3日寫出版序言之第六冊，在1991年10月出「五版」（記載於版權頁及封面），但實際上應該只是「第五刷」而已。在封面及版權頁標記「2012年3月出版」「增訂3版」的《債法原理》一書，依其「增訂版序言」實際上是1999年的作品。因為隨時有新的判決或修法，德國學術著作對於版次及年份之記載十分嚴格，教科書幾乎都會在序言註明該書所記載之法律狀態之時點，王澤鑑不可能不知。有批評者認為此種德國亦無之行銷手法有誤導消費者嫌疑。但也有擁護者認為此係誤會。

## 軼聞
王澤鑑曾於1965及1967年於台灣大學法律學系教授勞工法，於開場白中提到，自幼在松山五指山麓礦區長大，隨父親出入艱辛危險高致命之礦區，每每礦災發生，礦屍整齊堆疊，令人何忍？乃見當年〈最高法院56台上2043號〉判決輾轉解釋，認為銀行資金應優先礦工之血汗，令其生起悲傷難忘經驗，爰起研究勞工法之心。（參見氏著，民法學說與判例研究(二)，第2冊，第347至352頁。ISBN 9579730938）

### 引注
1. ↑  .   [2018-05-16]. （原始内容存档于2018-05-16）.
2. ↑  .   [2016-04-20]. （原始内容存档于2016-05-05）.
3. ↑  內容為民法債篇之基本理論、債之發生－契約及債之發生－無因管理
4. ↑  依內頁，此書即債法原理（二），內容為債之發生－不當得利
5. ↑  此書即債法原理（三），內容為債之發生－侵權行為

### 出處
- 《大法官釋憲史料》，司法院編，1998年。
- 主婦聯盟－從影響家庭環保到環保政策制定 （页面存档备份，存于）

## 外部連結
- 台大法律學院王澤鑑之簡介
- YouTube上的台大傑出校友王澤鑑影片